# ميت أبو غالب
ميت أبو غالب هي مدينة تقع في مركز كفر سعد التابع لمحافظة دمياط بجمهورية مصر العربية.